# Arxiu Comarcal de la Selva
L'Arxiu Comarcal de la Selva (ACSE), creat el 16 de juny de 1982, va ser inaugurat oficialment el 29 d'abril de 1983 i actualment està situat al número 60 del carrer Sant Dalmau de Santa Coloma de Farners.
L'ACSE té dipositats 1.585,6 metres lineals de documentació del segle xiii al XX. Destaquen els fons municipals de Breda, Massanes, Osor, Santa Coloma de Farners, Sant Miquel de Cladells i Vidreres; el fons notarial del districte de Santa Coloma, fons de tipologies diverses (Prat, Rovirola, mas Oller, Vinyes, Trias, Termes Orion, Escola de Capacitació Agrària i Forestal, etc.) i el fons de la Clínica Militar N. 5 de les Brigades Internacionals. També és destacable la col·lecció d'impresos (més de 7.250 d'entre 1829 i 2010) i els fons fotogràfics de Francesc Xavier Aulí i de la família Oller (s. XIX-XX). L'Arxiu també disposa d'una biblioteca especialitzada en temàtica comarcal (4.420 llibres registrats) i d'una hemeroteca auxiliar (s. XIX-XX).

## Història
La primera seu de l'Arxiu es trobava als baixos de l'antic Col·legi de Monges del Cor de Maria situat al carrer Ave Maria de Santa Coloma de Farners. L'hivern del 2005 l'Arxiu Comarcal fou traslladat provisionalment als baixos de la casa situada al número 79 del carrer Francesc Camprodon. Actualment es construeix la nova seu al carrer de Sant Dalmau.
El març de 2015 es va inaugurar una nova seu de l'arxiu. El Departament de Cultura va realitzar una inversió de 2.783.574,95 euros per a la construcció i l'equipament de l'arxiu comarcal, i l'Ajuntament de la Selva va cedir el terreny. La Subdirecció General d'Arxius i Museus ha fet el seguiment del procés de construcció i equipament conjuntament amb l'Ajuntament de Santa Coloma de Farners per tal de realitzar una obra moderna que s'ajusti als requisits tècnics i tecnològics d'un arxiu. L'arxiu compta amb les instal·lacions adequades per garantir la conservació del patrimoni documental. L'edifici, de nova planta, és obra de l'arquitecta Eva Serrats i de l'equip BOPBAA.

### Nova seu
S'ubica al carrer Sant Dalmau núm. 60, un espai cèntric del nucli històric de Santa Coloma de Farners, entre la plaça del Firal i la plaça Farners i a tocar de l'església parroquial. Disposa d'una superfície útil de 1.400 m2, repartits en quatre plantes. La planta baixa es divideix en dues àrees: la privada i la pública. La primera disposa de moll de descàrrega, sala de recepció i tria de la documentació, àrea de desinfecció, sala de treball i espai per a reunions. L'àrea publica està formada per la sala polivalent amb un aforament de 50 persones i la sala de consulta apte per a 14 persones, així com una biblioteca auxiliar i un espai per a la reprografia.
La resta de plantes, d'accés restringit, contenen els dipòsits de documentació, amb una capacitat potencial de 6,5 quilòmetres. La primera la integren quatre dipòsits, un dels quals és per a documentació especial: documents fotogràfics, audiovisuals i electrònics amb un règim de temperatura i humitat forçades. A la segona i la tercera plantes s'hi ubiquen altres dipòsits documentals, un dels quals permet guardar-hi materials en suports de gran format com pergamins, plànols i cartells.

## Fons
L'Arxiu Comarcal de la Selva custodia els fons municipals de Santa Coloma de Farners, Breda, Vidreres, Massanes i Osor, el fons del Consell Comarcal, els protocols notarials del districte de Santa Coloma de Farners i diversos fons institucionals, d'associacions, patrimonials, eclesiàstics, d'empreses i de particulars de la comarca. També conserva algunes col·leccions documentals (impresos i cartells) i més de 20.000 imatges i disposa d'una biblioteca especialitzada en història local i d'una hemeroteca amb més de 700 capçaleres de la Selva, entre històriques i actuals.

## Documents destacats

### Pergamí de la venda d'un alou a Sant Dalmai

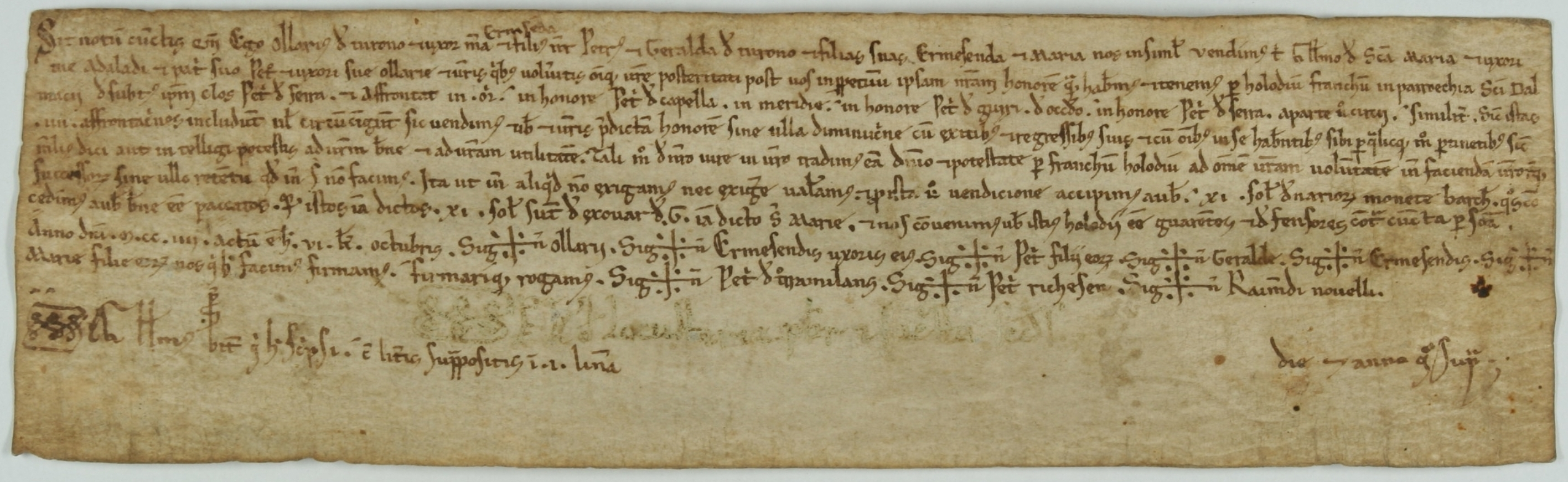
Pergamí del Mas Requesens de Salitja.

Pergamí del Mas Requesens de Salitja, de forma rectangular i ben conservat, en què Ollorius de Turon i la seva esposa Ermessenda i els seus fills venen a Guillem de Santa Maria i a la seva dona «tot aquell honor que tenien per alou franc a la parròquia de Sant Dalmai» per un preu d'11 sous. És el document més antic conservat a l'Arxiu Comarcal de la Selva. El fons Prat, al qual pertany el pergamí, posseeix interessants documents i una remarcable col·lecció de llibres antics. Aquest fons abasta des de 1204 fins a 1980.

### Capbreu de Sant Pere Cercada

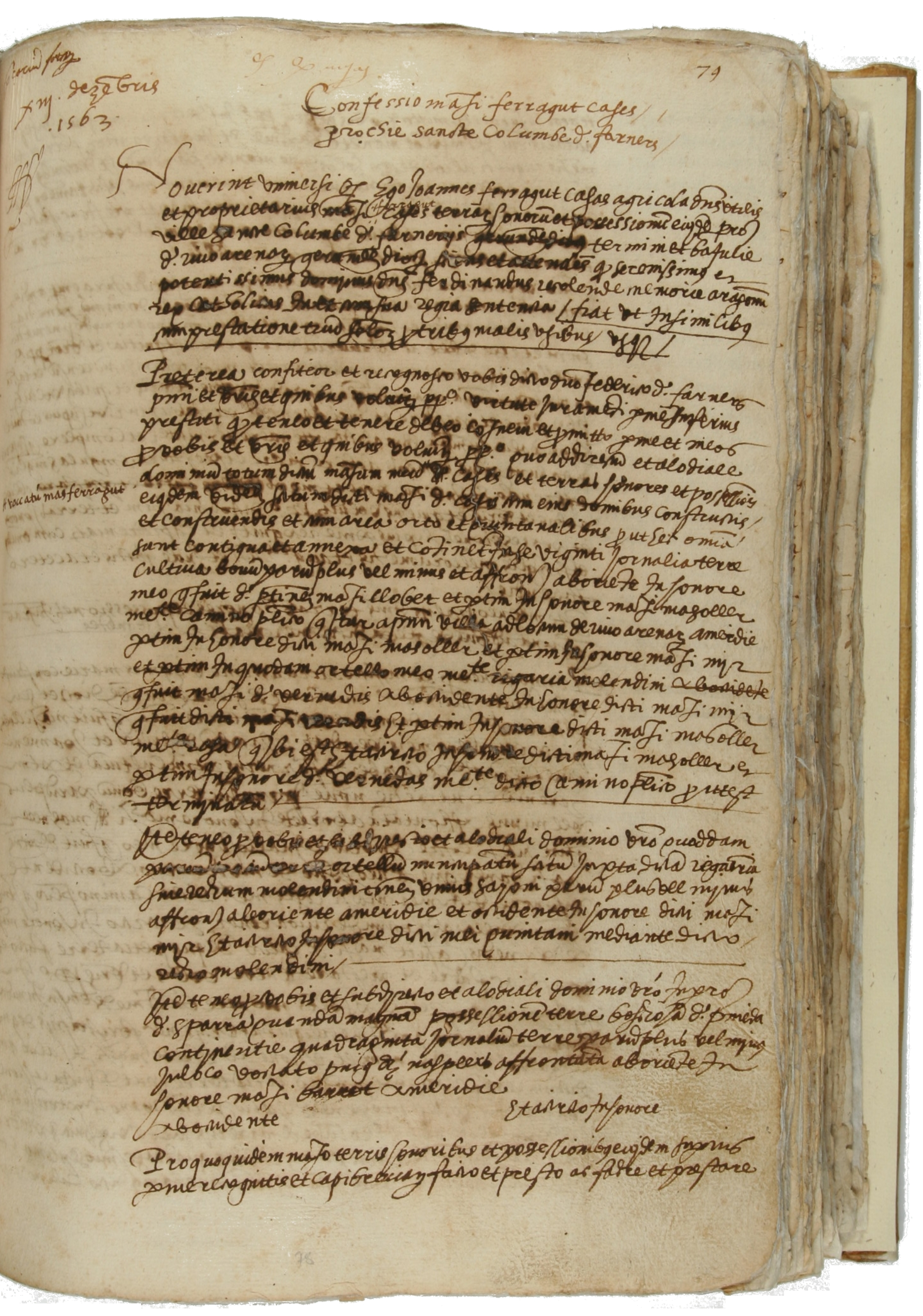
El capbreu del priorat de Sant Pere Cercada (1562-1588) és un volum de paper relligat, de 274 folis.

El capbreu del priorat de Sant Pere Cercada (1562-1588) és un volum de paper relligat, de 274 folis. Forma part del fons notarial de Santa Coloma de Farners, del temps del notari Pau Serra (1562-1581). A causa del seu mal estat de conservació, que n'impedia la consulta, l'any 2004 es determinà restaurar-lo, tasca que va finalitzar pel març de 2005 i fou portada a terme per Dolors Velasco.

### Llibre mestre del mas Vinyes
El Llibre mestre del mas Vinyes forma part del fons documental del mas Vinyes de la Cellera de Ter (segles xiii-XX). A la portada s'hi llegeix: «Llibre mestre archivat de ahont estaran chalendats los actes del Mas Vinyas, pagès de la Sellera de Anglès, lo any 1791». Destaca la voluntat d'embelliment de les pàgines: lletres capitals adornades i versals a l'inici de cada document. Al final el llibre conté un índex que inclou un regest de cada document. Està escrit íntegrament en català.
El fons Codina-Vinyes ingressà els primers anys de l'existència de l'Arxiu Comarcal, concretament a primers de 1985. Es compon de dues capses grans amb 145 pergamins (1262-1634) i cinc capses amb documents en paper (1559-1933). Inclou el subfons del doctor Joaquim Codina Vinyes (1868-1944), metge i famós botànic, especialitzat en micologia. Se’n conserva 1 capsa amb correspondència i 17 capses de la seva biblioteca i hemeroteca botànica, mèdica i agrícola (1896-1936).

### Suma de los casos de conciencia
La Suma de los casos de conciencia (1595) o Suma de Rodríguez, és un dels llibres més antics conservats a l'Arxiu Comarcal de la Selva. Es tracta d'un manual adreçat als rectors de parròquia i als confessors per a l'exercici del seu ministeri. Va ser escrita per Mn. Manuel Rodríguez, «lusità natural de la província de Santiago», frare franciscà i lector en Teologia. El llibre és estructurat d'una manera molt pràctica i fàcil de llegir, amb unes preguntes a l'inici de cada capítol i les respostes corresponents.

### Fotografia d'un dia de mercat de finalsseglexix
La fotografia de Francesc Xavier Aulí mostra un dia de mercat, activitat bàsica per a l'economia d'aleshores, el qual actualment té lloc els dilluns a la plaça Farners, el mateix espai de la imatge. Com a detall curiós, s'hi pot veure un cartell que anuncia la popular Pomada Panxo, just damunt la porta del bar que regentava el conegut indiano colomenc Francesc Fondevila, Panxo.
El fons fou adquirit per l'Ajuntament de Santa Coloma de Farners i per la Festa Major de 1989 se’n feu una exposició. El fons va ser dipositat a l'Arxiu Comarcal el 27 d'abril de 1990.

## Galeria d'imatges

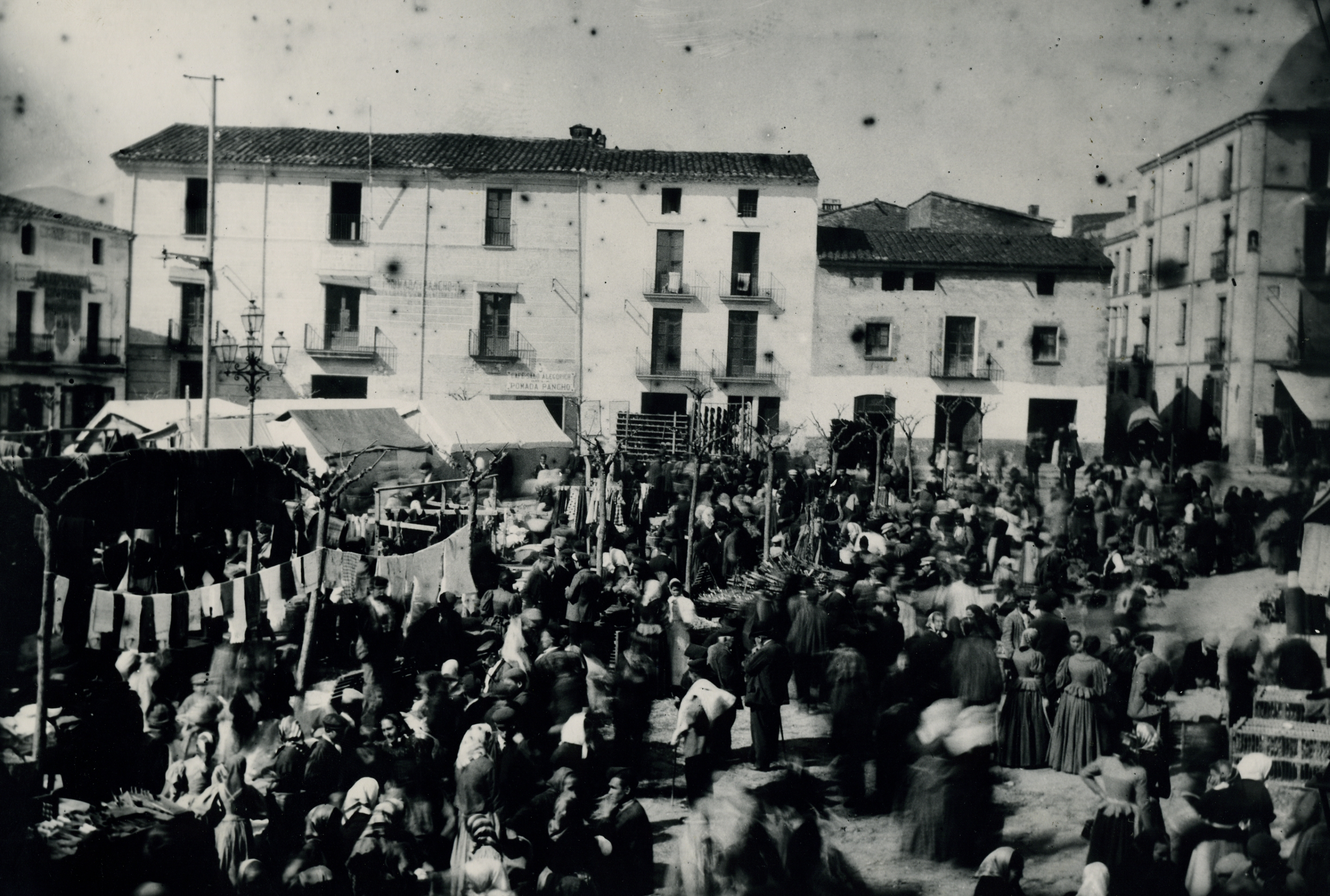
La fotografia en placa de vidre mostra un dia de mercat, activitat bàsica per a l'economia d'aleshores, el qual actualment té lloc els dilluns a la plaça Farners, el mateix espai de la imatge.
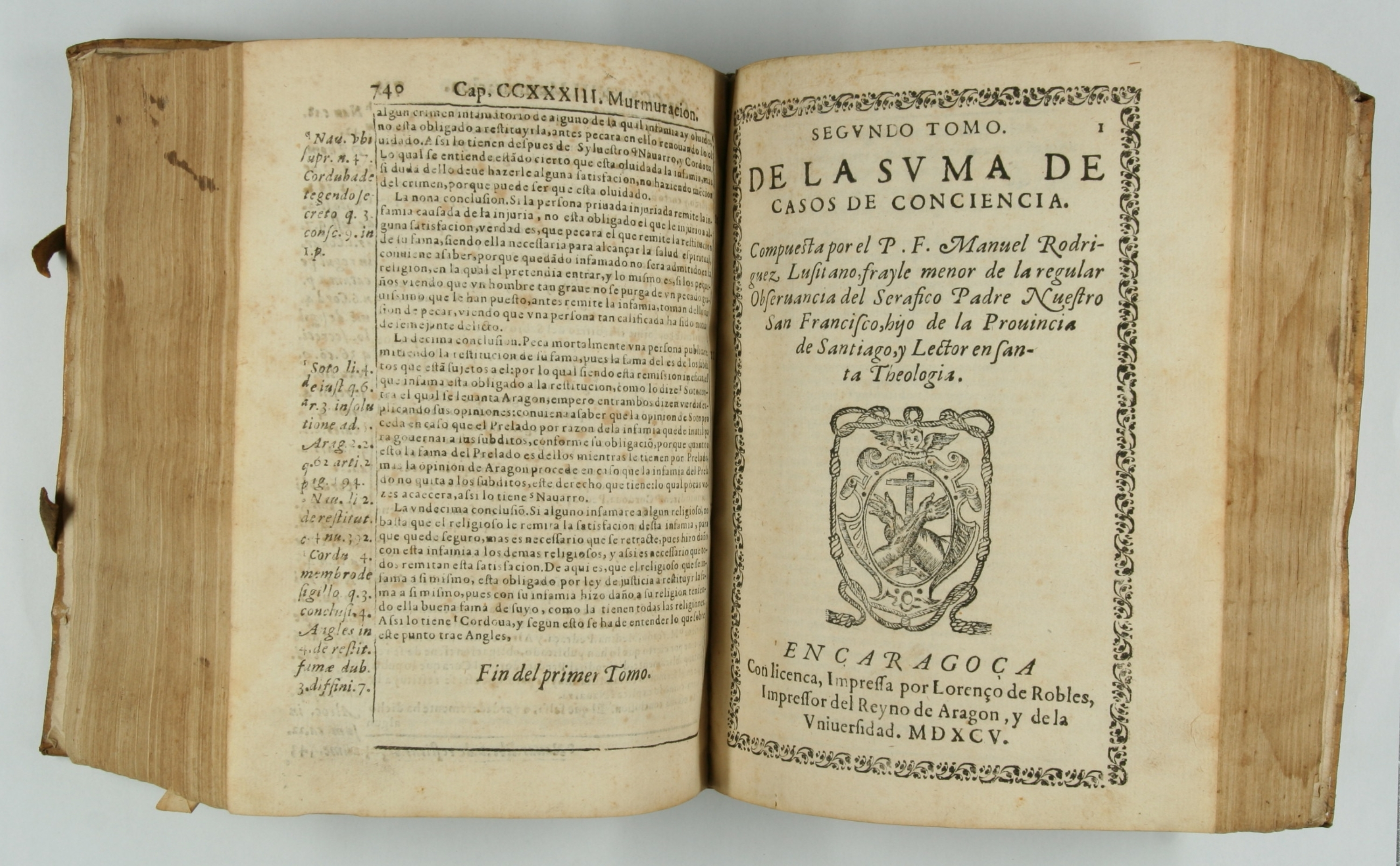
La Suma de los casos de conciencia (1595) o Suma de Rodríguez, és un dels llibres més antics conservats a l'Arxiu Comarcal de la Selva.
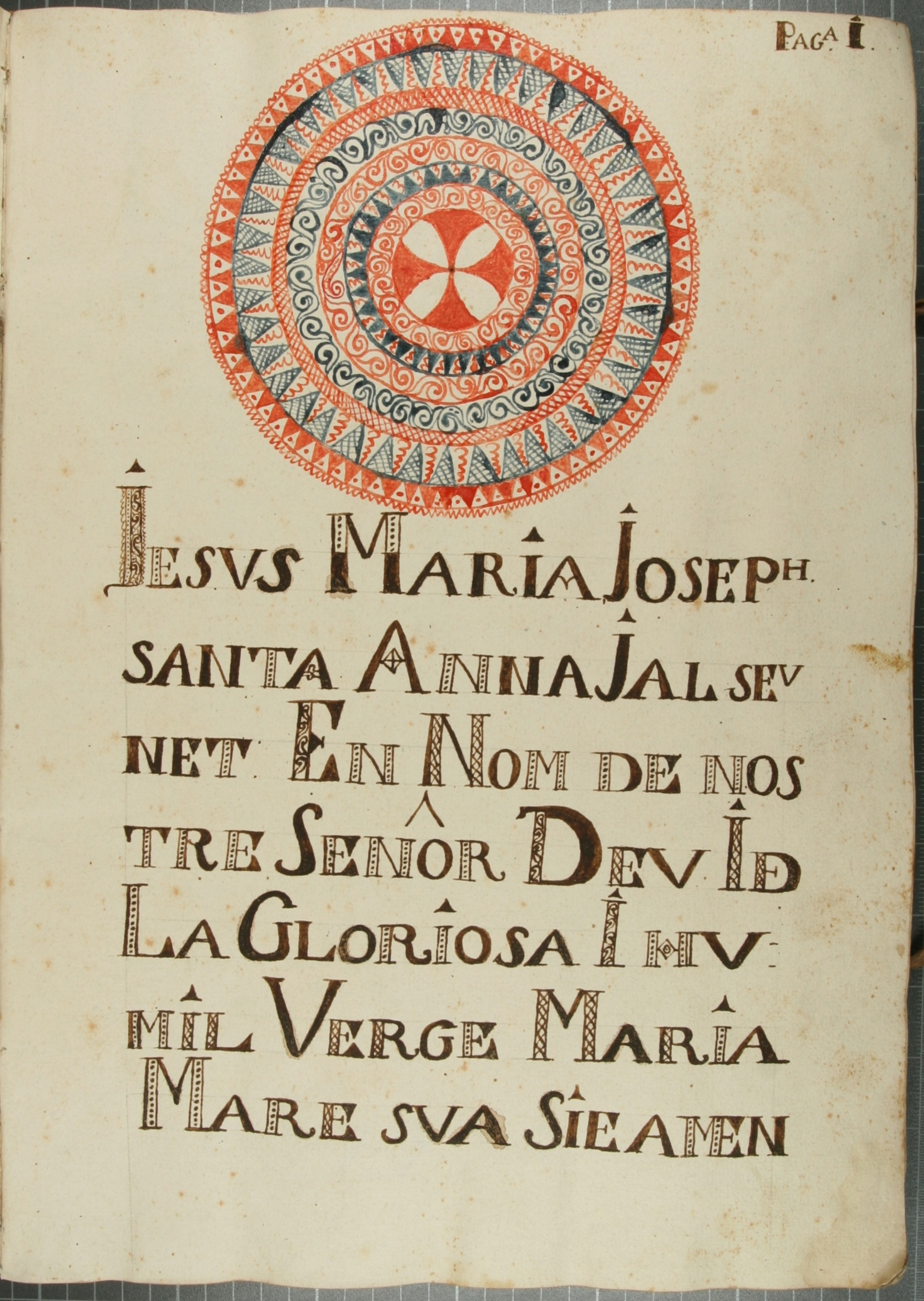
El Llibre mestre del mas Vinyes forma part del fons documental del mas Vinyes de la Cellera de Ter (segles xiii-XX). A la portada s'hi llegeix: «Llibre mestre archivat de ahont estaran chalendats los actes del Mas Vinyas, pagès de la Sellera de Anglès, lo any 1791».